# Kouara Béri (Niamey)
Kouara Béri ist ein Weiler im Arrondissement Niamey IV der Stadt Niamey in Niger.

## Geographie
Der Weiler liegt im ländlichen Gemeindegebiet von Niamey an einem Trockental. Zu den umliegenden Siedlungen zählen der Weiler Maouri Windi im Nordwesten sowie der Weiler Kongou Laba und das Dorf Kongou Gonga im Südwesten.
Der Ortsname kommt aus der Sprache Songhai-Zarma: kouara bedeutet „Dorf“ und béri „groß“. Kouara Béri heißt folglich „großes Dorf“.

## Bevölkerung
Bei der Volkszählung 2012 hatte Kouara Béri 520 Einwohner, die in 59 Haushalten lebten. Bei der Volkszählung 2001 betrug die Einwohnerzahl 121 in 19 Haushalten.